# Adone Zoli
Adone Zoli (16 tháng 12 năm 1887 – 20 tháng 2 năm 1960) là chính trị gia người Ý và Đảng viên của Dân chủ Thiên Chúa giáo. Ông giữ chức Thủ tướng thứ 35 của Ý từ năm 1957 đến năm 1958.